# 移動城市：致命引擎
《移動城市：致命引擎》（英語：Mortal Engines）是一部2018年紐西蘭和美國合拍的科幻冒險片，由克利斯汀·瑞佛斯執導，法蘭·華許、菲利帕·鮑恩斯和彼得·傑克森共同撰寫劇本。電影改編自菲利普·雷夫的同名小說，故事主要描述在未來的世界，人們依靠著移動城市來相互爭鬥，以爭奪世上剩餘的資源。由赫拉·希爾馬、羅伯特·席安、智海、蕾拉·喬治（Leila George）、羅南·拉夫特瑞、雨果·威明和史蒂芬·朗主演。
《移動城市：致命引擎》2018年11月27日在英國倫敦進行全球首映禮，2018年12月14日在美國上映。

## 劇情
21世紀歷經六十分鐘戰爭後，世界就此毀於一旦。然而殘存的文化與技術，一千年後發展為裝載巨輪的移動城市在殘酷的未來世界中，它們互相獵食彼此，至死方休。倫敦城低階的16歲歷史學家湯姆一直以來都待在自己的家鄉，他的腳從未接觸過草地、泥土和大地，對身邊的事只略知一二。某日，湯姆阻止了企圖暗殺薩杜斯·瓦倫丁的蒙面女性海絲特·蕭，她聲稱要為自己死去的母親復仇，但這也使得海絲特和湯姆最終被這座移動的「牽引」大城，放任他們自生自滅，故事便在此處開始了他們的旅程⋯⋯。

## 演員
- 赫拉·希爾馬飾演海絲特·蕭（Hester Shaw）[8]：毀容的流亡刺客，對薩杜斯有著私人恩怨。
- 羅伯特·席安飾演湯姆·納茲沃斯（Tom Natsworthy）[9]：倫敦低階的16歲歷史學家，被迫趕出這座城市後與海絲特和抵抗組織結盟。
- 雨果·威明飾演薩杜斯·瓦倫丁（Thaddeus Valentine）[10]：歷史學家工會會長，凱瑟琳的父親。
- 智海（英语：Jihae (rock musician)）飾演方安娜（Anna Fang）[11]：反牽引聯盟的飛行員和領導者，試圖阻止移動城市吞噬著地球的資源。
- 羅南·拉夫特瑞（英语：Ronan Raftery）飾演畢威斯·波德（Bevis Pod）[9]：與凱瑟琳結為好友的實習技師。
- 蕾拉·喬治（Leila George）飾演凱瑟琳·瓦倫丁（Katherine Valentine）[11]：薩杜斯的女兒和倫敦的精英之一。
- 史蒂芬·朗飾演帥克（Shrike）[11]：外號「潛行戰士」（Stalkers）的不死士兵。收留了8歲的海絲特並將她撫養成人。
- 派屈克·馬拉海德（英语：Patrick Malahide）飾演馬格努斯·克羅姆（Magnus Crome）[12]：倫敦市長。
- 科林·薩爾蒙飾演查德利·波默羅依（Chudleigh Pomeroy）[12]：歷史學家，湯姆的上司。
- 雷傑-尚·佩吉飾演霍拉船長（Captain Khora）[12]
- 馬克·哈德洛飾演奧瑪·韋蘭（Orme Wreyland）：史皮德維爾（Speedwell）鎮的邪惡領導者。
- 卡倫·皮絲托瑞絲（英语：Caren Pistorius）飾演潘朵拉·蕭（Pandora Shaw）：海絲特的已故母親。

## 製作

### 發展
2009年12月，據報導，紐西蘭導演彼得·傑克森正與菲利普·雷夫打算將小說《移動城市1：致命引擎》改編成電影。 2016年10月24日，該片的製作已確定執行，由常與傑克森合作的視覺特效師克利斯汀·瑞佛斯擔任導演，而這也是他的導演處女作。其劇本由傑克森、法蘭·華許和菲利帕·鮑恩斯所撰寫，媒體權利資本公司和環球影業將為該片提供資金。該片計劃於2017年3月在紐西蘭開拍。此外，其製作團隊還包括了監製贊恩·韋納、亞曼達·沃克與黛博拉·佛特。

### 選角
2017年2月，羅伯特·席安和羅南·拉夫特瑞將加入演出，而赫拉·希爾馬則會擔任女主角。2017年3月，宣布多名演員已加入該片的演出，其中包括史蒂芬·朗、智海和新人演員蕾拉·喬治。4月，雨果·威明、派屈克·馬拉海德、科林·薩爾蒙與雷吉-尚·佩奇都已確認參演。李察·阿米塔吉曾有望加入演出，但由於工作日程安排上的衝突而放棄。

### 拍攝
主體拍攝在2017年4月位於威靈頓進行，並在同年7月完成拍攝。

## 發行
《移動城市：致命引擎》定於2018年12月14日上映，由環球影業發行。

### 評價
爛番茄根據170篇評論，該片持有26%的新鮮度，平均評分4.9 / 10。Metacritic得分44分（滿分100分）。據CinemaScore調查，觀眾的評價在A+至F落於「B-」。

### 票房
在美國和加拿大，《移動城市：致命引擎》與《蜘蛛人：新宇宙》、《賭命運轉手》共同上映和競爭，外界預估《移動城市：致命引擎》在首週末能取得1200萬至1500萬美元的票房。該片在第一天僅賺了280萬美元（包括周四晚間先行場的67.5萬美元）後，週末預估值降至700萬美元。美國首週票房為750萬美元，位居當週排名第五。據Deadline Hollywood報導，競爭對手的片商推斷《移動城市：致命引擎》將損失1.05億至1.5億美元。